# Moorleiche von Lindow I
Die Moorleiche von Lindow I, auch als Frau von Lindow bekannt, wurde 1983 von Torfstechern im englischen Lindow Moss in der Nähe von Mobberly bei Wilmslow in der nordwestenglischen Grafschaft Cheshire entdeckt.

## Fundgeschichte
Die Moorleiche wurde am 13. Mai 1983 von den Torfstechern Andy Mould und Stephen Dooley entdeckt. Zunächst bemerkten sie einen ungewöhnlichen Gegenstand auf dem Förderband, der in Form und Größe einem Fußball ähnelte. Scherzend, es handele sich um ein Dinosaurierei, nahmen sie das Objekt vom Förderband, um es genauer zu untersuchen. Nachdem sie ihn von den anhaftenden Torfresten befreit hatten, erkannten sie den unvollständig erhaltenen menschlichen Kopf mit anhängenden Resten von Weichteilen, Gehirn, einem Auge, Sehnerv und Haaren. Die von den Findern herbeigerufene Polizei vermutete ein Verbrechen, beschlagnahmte den Fund und leitete Ermittlungen wegen Mordes ein. Heute sind von dem Fund nach der unsachgemäßen Behandlung als Beweisstück durch die Polizei nur noch die knöchernen Reste des Schädels vorhanden. Die Reste des Schädels wurden 1983 anthropologisch als vermutlich einer 30–50-jährigen Frau zugehörig bezeichnet. Neuere Untersuchungen nähren allerdings Zweifel an der früheren Geschlechtsbestimmung.
Fundort: 53° 19′ 23,1″ N, 2° 16′ 10,8″ W
Etwa ein Jahr später am 1. August 1984 entdeckte Andy Mould im gleichen Moor und nur etwa 250 Meter entfernt eine zweite Moorleiche, den Lindow-Mann (Lindow II).

## Verwicklungen
Die von den Findern herbeigerufene Polizei vermutete hier sterbliche Überreste der verschwundenen Ehefrau des ortsansässigen Peter Reyn-Bardt und leitete Ermittlungen wegen Mordes ein. Reyn-Bardt stand seit längerem im Verdacht, seine Frau Malika, mit der er eine Zweckehe führte, in den 1950er Jahren ermordet und ihre Leiche entsorgt zu haben. Als ihm die Polizei die Reste des Schädels vorlegte, gestand Reyn-Bardt den Mord an seiner Frau. Im Dezember 1983 wurde er daraufhin am Chester Crown Court des Mordes angeklagt. Eine zwischenzeitlich durchgeführte 14C-Datierung der Schädelreste ergab eine Datierung von 1740 ± 80 BP, also einen Todeszeitpunkt um das Jahr 250 n. Chr. und widerlegte den vorliegenden Schädel als Beweisstück. Aufgrund seines Geständnisses wurde Reyn-Bardt dennoch des Mordes an seiner Frau für schuldig gesprochen und verurteilt, auch wenn Malikas Leiche bisher nicht gefunden wurde.